# Petra Pau
Petra Pau (Berlino Est, 9 agosto 1963) è una politica e insegnante tedesca, Vice Presidente del Bundestag dal 2006 al 2025.

## Biografia
Petra Pau è nata nel 1963, figlia di un muratore di Berlino Est. Dopo aver frequentato una scuola secondaria politecnica, ha iniziato a studiare presso l'Istituto centrale dell'organizzazione pioniera "Ernst Thälmann" (ZIPO) a Droyßig nel 1979, che ha completato nel 1983 come leader pioniere dell'amicizia e come insegnante di scuola inferiore per l'educazione tedesca e artistica. Fino al 1985 Pau ha lavorato come insegnante. Poi ha studiato al Party College Karl Marx (PHS) di Berlino, completato nel 1988. Fino al 1990 ha lavorato per il Consiglio centrale della FDJ, che ha contribuito a gestire dopo la caduta del muro di Berlino. È stata disoccupata fino al 1991.
Nel 1983 Pau divenne membro del SED, Partito socialista unitario di Germania. Dal gennaio all'ottobre 1991 è stata presidente dell'associazione distrettuale PDS Berlin-Hellersdorf e poi vice presidente del PDS a Berlino. Quando André Brie dovette dimettersi a causa del suo passato segreto alla Stasi, Pau fu eletto presidente del PDS di Berlino nell'ottobre 1992. Ha ricoperto questo incarico fino al dicembre 2001 e dal 2000 al 2002 è stata anche vice presidente federale del PDS. All'interno del suo partito, Pau appartiene alla cosiddetta sinistra riformista ed è stata anche per lungo tempo portavoce del Gruppo di lavoro federale sui diritti civili e la democrazia.

## Vita privata
In passato protestante, ora si descrive non confessionale.  Dal 1994 è sposata con il matematico Michael Wolf.